# Cuatro
|  | Per a altres significats, vegeu «Cuatro (desambiguació)». |

Cuatro és un canal de televisió privat espanyol de temàtica minigeneralista d'àmbit nacional, que emet actualment en analògic i en digital (TDT i SAT), que és gestionat per l'operador Mediaset España, grup propietat de la companyia italiana MFE - MediaForEurope. Va ser fundat pel Grup PRISA per reconversió de la concessió del canal analògic nacional que emetia des de 1990, el canal de pagament Canal + del grup Sogecable. Va començar les seves emissions regulars el 7 de novembre de 2005. La seu d'aquest canal estava ubicada a la localitat madrilenya de Tres Cantos (seu de Sogecable), però la seva gestió es va traslladar al barri de Fuencarral de Madrid, ubicació del seu canal mare Telecinco.

## Història
El febrer de 2005, el consell d'administració de Sogecable (empresa propietària de Canal + i Digital +) de la qual actualment el Grup PRISA té el 100% de les accions, demana al Consell de Ministres la modificació de les condicions subscrites l'any 1989 amb un altre Govern també socialista, de la llicència de televisió analògica amb la qual opera Canal +, amb l'objectiu d'ampliar a 24 les hores d'emissió en obert, ja que la seva llicència en ser l'única concedida de pagament, i tenia limitada a 6 hores d'emissió en obert per dia.

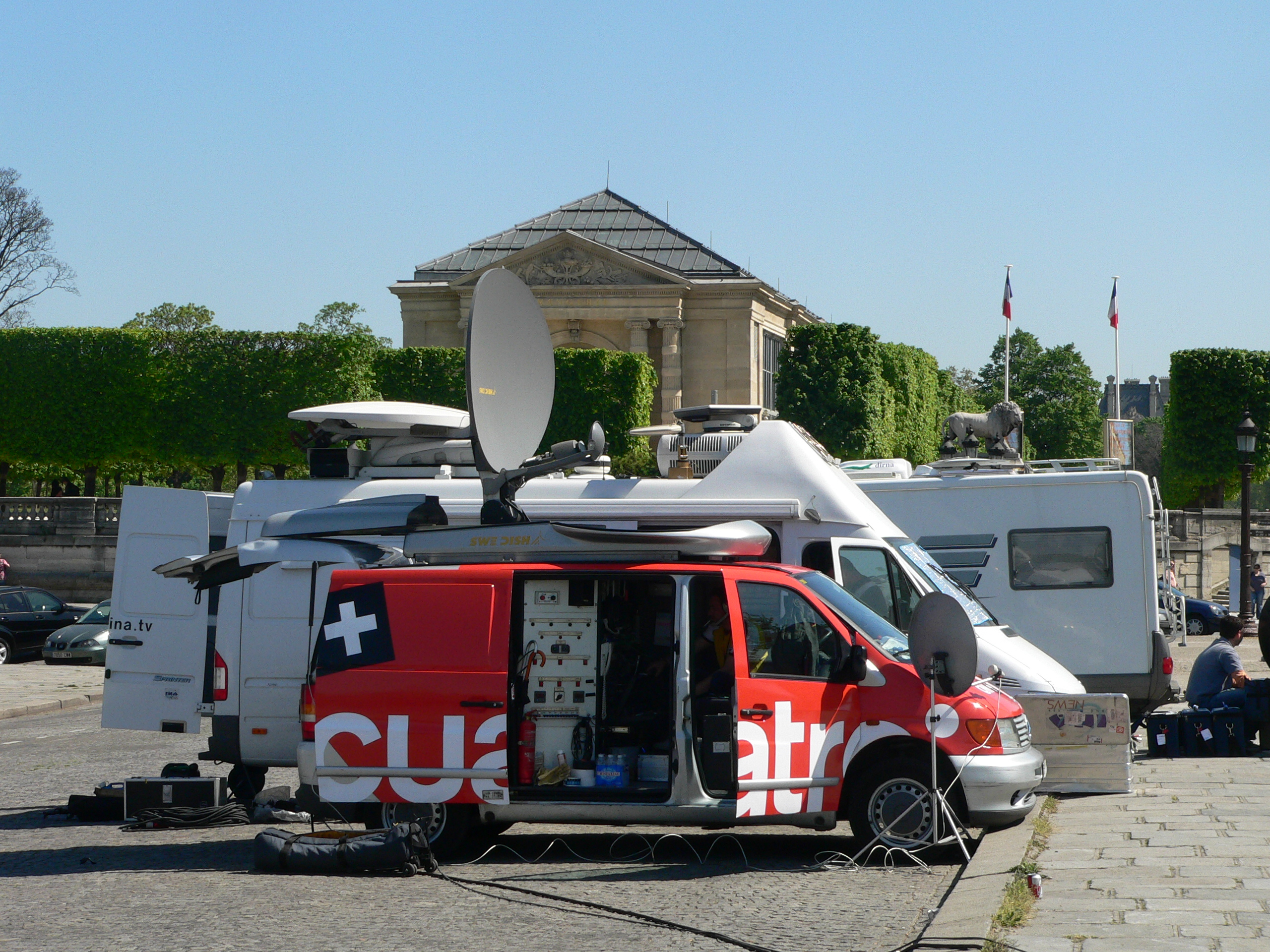
Una furgoneta de Cuatro.

El Consell de Ministres, va decidir en la sessió del 29 de juliol de 2005 de canviar les condicions de la llicència de Canal +. Després del vistiplau del Consell de Ministres, Sogecable va fer públic un comunicat en el qual especificava que a la tardor llançaria el seu nou canal de televisió en obert a través de la freqüència analògica per la qual emetia Canal +. Aquest comunicat també aclaria que Canal + passaria a emetre's únicament per la plataforma Digital +. Aquestes modificacions de la llicència d'emissió van suscitar d'aquesta manera les queixes de la resta de propietaris de llicències en obert, ja que havent hagut de desemborsar importants sumes de diners per obtenir les seves respectives llicències, i s'havia concedit de franc una llicència d'aquest mateix tipus al Grup PRISA.
El 30 d'agost de 2005 Sogecable, a través de la Cadena SER, emissora de ràdio també propietat del Grup PRISA anuncia que Iñaki Gabilondo, la seva principal estrella, director i presentador del programa Hoy por Hoy durant els últims dinou anys, deixava la direcció d'aquest programa per ser el presentador de l'informatiu nocturn del nou canal. El mateix Gabilondo va ser l'encarregat d'inaugurar les emissions de Cuatro, el 7 de novembre de 2005, a les 20:44 hores.
La cadena es va fer amb part dels drets de la Copa del Món de Futbol de 2006 després de comprar-los a laSexta, partits que li han donat molt èxit d'audiència.
A més és una de les cadenes que més aposta per la ficció: ha tingut en antena més de 31 sèries estrangeres a la vegada (d'aquí ve el seu eslògan Las series eligen Cuatro). Per posar un exemple, Cuatro emet des del 15 de gener de 2007, totes les sèries premiades als Globus d'Or de 2007. House, The Closer i Grey's Anatomy, aquesta darrera considerada la millor sèrie de l'any, s'emeten actualment, i la quarta, Ugly Betty s'emet al canal des de dimarts 10 de juny de 2008. Amb això, es demostra que l'opció que va prendre la cadena en el seu moment, d'emetre sèries nord-americanes, ha estat tot un èxit d'audiència.
Té el rècord d'audiència a Espanya, ja que el 22 de juny de 2008, 15 milions de persones van veure a través de Cuatro com Espanya passava a les semifinals de l'Eurocopa del 2008, batent així l'anterior rècord de la cantant Rosa a Eurovisió. A més, té el Minut d'Or més vist de la televisió a Espanya, el dia 26 de juny de 2008, gràcies a la retransmissió del gol de Silva de la semifinal de l'Eurocopa del 2008 entre Espanya i Rússia, amb més de 17 milions d'espectadors.

## Fusió Telecinco-Cuatro
El dia 18 de desembre de 2009, Mediaset, accionista majoritari de Gestevisión Telecinco i PRISA, propietària de la totalitat de Sogecable, van presentar un acord de fusió de les seves cadenes de televisió en obert (Telecinco i Cuatro).
Després de l'acord de fusió, Cuatro i la seva llicència d'emissió se separaren de Sogecable, i aquesta empresa fou adquirida completament per Gestevisión Telecinco. Juntament amb aquest acte, PRISA va obtenir accions de nova emissió de Gestevisión Telecinco, del 18% del capital social d'aquesta empresa.
El president de la cadena resultant (que mantindrà les marques i línies editorials de les dues cadenes) és Alejandro Echevarría, amb dos consellers delegats que són Paolo Vasile (Continguts) i Giuseppe Tringali (Publicitat). PRISA té també dos consellers delegats i ostenta la vicepresidència de l'operadora.
Prèviament a aquest acord, es va formalitzar l'entrada de Mediaset en l'accionariat de Digital +, amb el 22% de les accions.

## Internet
El 30 de març de 2007 Cuatro es converteix en la segona cadena de televisió a Espanya (després d'Antena 3) a tenir un canal propi a YouTube.
Un any després, el maig de 2008, neix cuatro.mobi, el portal de Cuatro per internet mòbil, que ofereix la possibilitat de consultar a través d'un telèfon o dispositiu mòbil tota la guia de programació de la cadena, les notícies d'actualitat i esports i una àmplia selecció de vídeos amb els millors moments de Cuatro.

## Logotip
El logotip de Cuatro és la paraula "cuatro" (quatre en castellà) escrita en minúscules i en blanc (quan el fons és vermell) o vermell (quan el fons és blanc). El més curiós del logotip d'aquest canal és que la lletra O és un cercle, seguit del mateix cercle en superíndex. Aquesta estranya formació de figures és la marca del canal en les cortinetes i micròfons. La mascota del canal, 2balls (pronunciat "Tubols") consisteix en una representació del logotip en 3D. La bola inferior conté una boca, i la superior un ull. Aquesta mascota és utilitzada en cortinetes, banners, etc.
| Cuatro            |
| 2005 - actualitat |
| ----------------- |

| Cuatro  |
| Logo HD |
| ------- |

## Audiències
Evolució de la quota de pantalla mensual, segons els mesuraments d'audiència elaborats a Espanya per TNS.
| Any  | Gener | Febrer | Març  | Abril | Maig  | Juny   | Juliol | Agost | Setembre | Octubre | Novembre | Desembre | Mitjana Anual |
| ---- | ----- | ------ | ----- | ----- | ----- | ------ | ------ | ----- | -------- | ------- | -------- | -------- | ------------- |
| 2005 | -     | -      | -     | -     | -     | -      | -      | -     | -        | -       | 4,2 % *  | 4,9 %    | 0,8 % **      |
| 2006 | 5,0 % | 5,3 %  | 5,6 % | 5,8 % | 6,2 % | 7,5 %  | 7,1 %  | 6,8 % | 6,5 %    | 6,7 %   | 7,0 %    | 7,2 %    | 6,4 %         |
| 2007 | 7,5 % | 7,5 %  | 7,7 % | 7,8 % | 8,1 % | 8,1 %  | 7,8 %  | 7,3 % | 7,2 %    | 7,4 %   | 7,8 %    | 7,8 %    | 7,7 %         |
| 2008 | 8,3 % | 8,6 %  | 8,7 % | 9,1 % | 7,8 % | 13,1 % | 8,0 %  | 7,6 % | 7,7 %    | 7,5 %   | 8,2 %    | 8,4 %    | 8,6 %         |
| 2009 | 8,5 % | 9,0 %  | 9,0 % | 9,0 % | 8,6 % | 8,9 %  | 7,5 %  | 7,5 % | 7,4 %    | 7,9 %   | 7,8 %    | 7,6 %    | 8,3 %         |
| 2010 | 7,3 % | 6,3 %  | 6,7 % | 6,9 % | 6,5 % | 8,6 %  | 7,7 %  | 7,2 % | 7,5 %    | 7,0 %   | 6,6 %    | 6,5 %    | 7,0 %         |
| 2011 | 6,3 % | 6,5 %  | 6,5 % | 6,4 % | 6,3 % | 6,4 %  | 6,1 %  | 5,9 % | 5,7 %    | 6,0 %   | 5,5 %    | 5,8 %    | 6,1 %         |
| 2012 | 6,0 % | 6,3 %  | 6,4 % | 5,9 % | 5,5 % | 6,8 %  | 5,7 %  | 5,5 % | 5,9 %    | 5,6 %   | 5,7 %    | 6,2 %    | 6,0 %         |
| 2013 | 5,8 % | 6,2 %  | 5,9 % | 5,6 % | 5,8 % | 6,4 %  | 6,0 %  | 6,1 % | 6,4 %    | 5,9 %   | 5,8 %    | 5,7 %    | 6,0 %         |
| 2014 | 6,2 % | 6,1 %  | 6,1 % | 5,9 % | 6,7 % | 7,7 %  | 6,5 %  | 6,9 % | 7,1 %    | 7,0 %   | 7,5 %    | 7,5 %    | 6,7 %         |
| 2015 | 7,3 % | 7,5 %  | 7,5 % | 7,2 % | 7,3 % | 7,2 %  | 7,1 %  | 7,3 % | 7,4 %    | 6,7 %   | 6,7 %    | 6,8 %    | 7,2 %         |
| 2016 | 6,6 % | 6,5 %  | 6,9 % | 6,7 % | 6,6 % | 6,9 %  | 6,8 %  | 6,7 % | 6,4 %    | 6,4 %   | 6,1 %    | 6,1 %    | 6,5 %         |
| 2017 | 6,4 % | 6,2 %  | 6,2 % | 6,0 % | 6,1 % | 6,4 %  | 6,4 %  | 6,0 % | 6,4 %    | 5,9 %   | 6,1 %    | 5,9 %    | 6,1 %         |
| 2018 | 5,9 % | 5,9 %  | 6,1 % | 5,9 % | 5,9 % | 8,8 %  | 6,5 %  | 5,7 % | 5,3 %    | 5,2 %   | 5,6 %    | 5,5 %    | 6,0 %         |
| 2019 | 5,0 % | 4,8 %  | 5,0 % | 5,1 % | 5,3 % | 6,0 %  | 5,5 %  | 5,2 % | 5,8 %    | 5,5 %   | 5,6 %    | 5,4 %    | 5,3 %         |
| 2020 | 5,8 % | 6,1 %  | 5,4 % | 5,7 % | 5,8 % | 5,2 %  | 5,1 %  | 5,2 % | 5,4 %    | 5,2 %   | 5,2 %    | 5,1 %    | 5,4 %         |
| 2021 | 5,3 % | 5,1 %  | 5,0 % | 5,1 % | 5,4 % | 6,7 %  | 5,2 %  | 4,8 % | 5,1 %    | 5,1 %   | 5,2 %    | 5,1 %    | 5,3 %         |
| 2022 | 5,3 % | 5,3 %  | 5,8 % | 5,0 % | 4,9 % | 5,0 %  | 4,8 %  | 4,9 % | 4,9 %    | 5,0 %   | 5,0 %    | 4,7 %    | 5,1 %         |
| 2023 | 5,2 % | 5,3 %  | 5,1 % | 4,8 % | 4,7 % | 5,1 %  | 5,2 %  | 5,3 % | 5,3 %    | 5,4 %   | 5,5 %    | 5,4 %    | 5,2 %         |
| 2024 | 5,5 % | 5,6 %  | 5,6 % | 5,2 % | 5,2 % | 5,1 %  | 4,8 %  | 5,2 % | 5,4%     | 5,6%    | 6,3%     | 5,9%     | 5,5%          |
| 2025 | 6,1 % | 6,0 %  | 5,9 % | 5,7%  | 5,9%  | 6,0%   | 5,8%   |       |          |         |          |          |               |

1. ^  Començà a emetre el 7 de novembre